# Il miracolo di Sharon
Il miracolo di Sharon (Ordinary Angels) è un film del 2024 diretto da Jon Gunn.
Film drammatico statunitense con protagonista Hilary Swank, basato su una storia vera.

## Trama
Louisville, 1994. Sharon Stevens è una parrucchiera di mezza età, abbandonata anni prima dal marito e con un figlio ormai adulto che non le vuole più parlare. Cercando una ragione di vita che la distolga dall'alcolismo in cui è caduta, Sharon prova a rendersi socialmente utile, interessandosi a un caso di cui ha letto sul giornale locale: la piccola Michelle Schmitt, che ha perso da poco la madre e che è affetta da atresia biliare. Sharon organizza una colletta per aiutare finanziariamente Ed, il padre della piccola, e lo sostiene sempre più con nuove idee e iniziative per affrontare le spese e le difficoltà legate alla cura di Michelle, che necessita di un trapianto di fegato.

## Distribuzione
La pellicola è uscita nei cinema statunitensi il 23 febbraio 2024, distribuita da Lionsgate, benché l'uscita fosse inizialmente programmata il 13 ottobre 2023.